# Rintis (Limapuluh)
Rintis is een bestuurslaag in het regentschap Pekanbaru van de provincie Riau, Indonesië. Rintis telt 6300 inwoners (volkstelling 2010).